# Die Favoritin
Die Favoritin (Originaltitel: The Favorite) ist ein US-amerikanisch-schweizerisches Historien-Filmdrama, der auf der nicht belegten Geschichte von Aimée du Buc de Rivéry basiert. Die Hauptrollen spielen F. Murray Abraham, Maud Adams und Amber O’Shea.

## Handlung
Die junge Französin Aimée wird von Berber-Korsaren entführt und an den Hof von Sultan Abdülhamid nach Istanbul gebracht. Zwar versucht sich Aimee den Zwängen des Palastes zu entziehen, muss sich letztlich jedoch mit dem System arrangieren, um zu überleben. Dabei beginnt sie Sultan Abdülhamid zu beeinflussen, muss sich und ihren Adoptivsohn Mahmud jedoch gegen die Intrigen anderer Haremssklavinnen verteidigen. Schließlich bricht der Russisch-Türkische Krieg von 1787–1792 aus.

## Rezeption
Der Filmdienst schreibt der Film würde „viele Themen des islamisch-arabischen Kulturkreises“ anschneiden, bliebe „aber stets an der Oberfläche eines 1001-Nacht-Märchens“. Letztlich sei der „nicht mehr als ein antiquiert wirkender Kostümfilm, dürftig in Stoff und Machart“.